# Gobelsdorf
Gobelsdorf ist eine Ortschaft und eine Katastralgemeinde der Gemeinde Röhrenbach im Bezirk Horn in Niederösterreich.

## Geografie
Der Ort liegt im westlichen Teil des Horner Beckens westlich der Gemeinde Röhrenbach. Die Seehöhe in der Ortsmitte beträgt 402 Meter. Die Fläche der Katastralgemeinde umfasst 0,79 km². Die Einwohnerzahl beläuft sich auf 29 Einwohner (Stand: 1. Jänner 2024).

## Postleitzahl
In der Gemeinde Röhrenbach finden mehrere Postleitzahlen Verwendung. Gobelsdorf hat die Postleitzahl 3592.

## Bevölkerungsentwicklung
| Jahr      | 1794 | 1846 | 1869 | 1951 | 1961 | 1971 | 1991 | 2001 |
| --------- | ---- | ---- | ---- | ---- | ---- | ---- | ---- | ---- |
| Einwohner | 65   | 93   | 79   | 34   | 31   | 45   | 33   | 25   |

## Geschichte
Der Ort wurde erstmals 1380 urkundlich genannt. Er teilt seine Geschichte mit dem Hauptort Röhrenbach. Laut Adressbuch von Österreich waren im Jahr 1938 in Gobelsdorf ein Schmied und ein Landwirt mit Direktvertrieb ansässig.

## Wirtschaft und Infrastruktur

### Verkehr
Das Linienbusunternehmen PostBus fährt eine Haltestelle der Linie 1308 (Horn-Zwettl) in Gobelsdorf an. Die nächstgelegenen Bahnhöfe der ÖBB sind Irnfritz an der Franz-Josefs-Bahn sowie Rosenburg und Horn an der Kamptalbahn.